# 東京都立忍岡高等学校

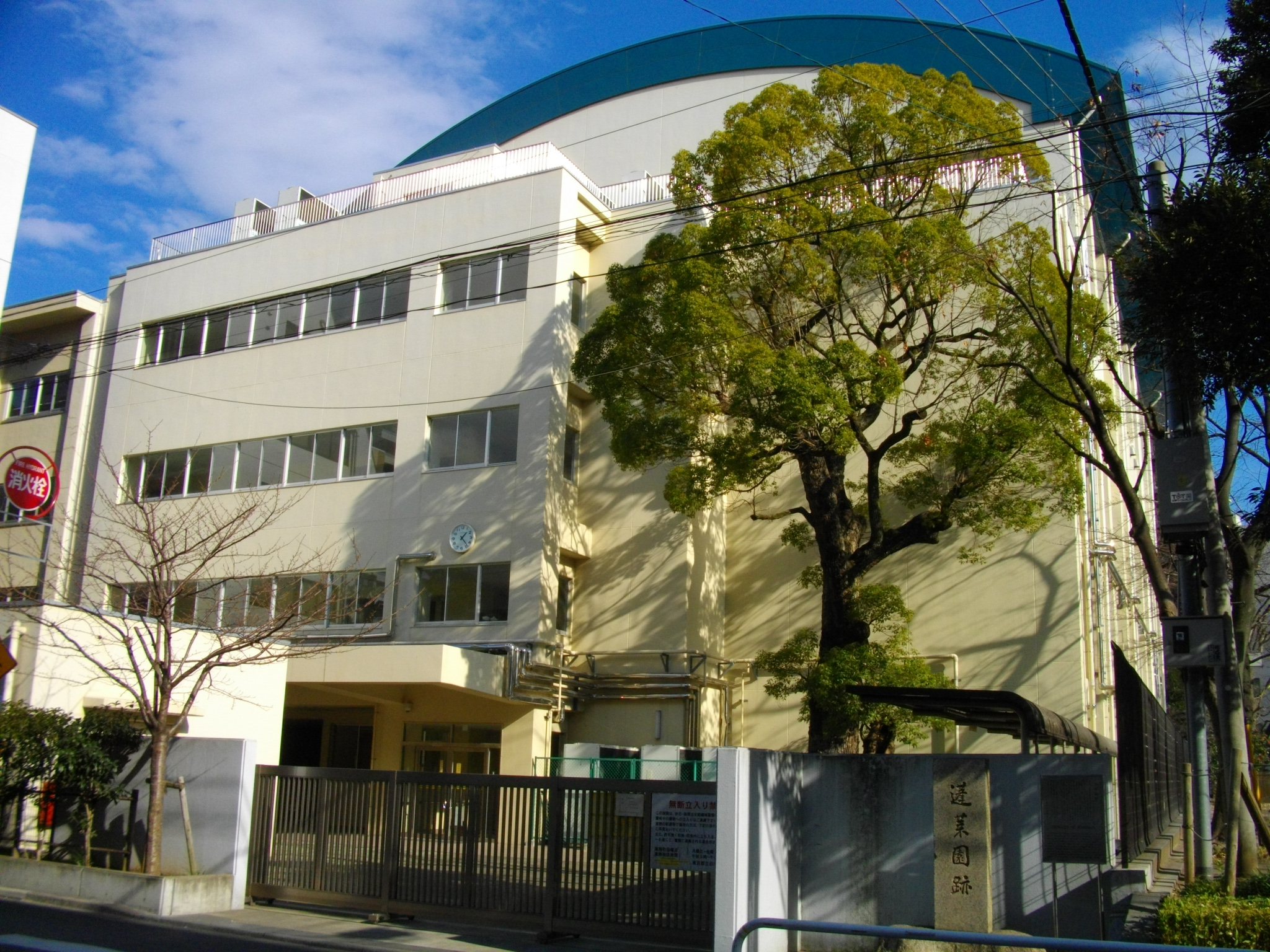
裏門から

東京都立忍岡高等学校（とうきょうとりつ しのぶがおかこうとうがっこう）は、東京都台東区浅草橋五丁目に所在する都立高等学校。

## 概要
前身校の一つである旧・都立忍岡高等学校のルーツは、1903年（明治36年）に創立された私立日本女子美術学校である。同校は私立日本女子技芸学校、東京市立第一女子技芸学校、東京市立第一実科高等女学校と経て、1929年（昭和4年）に東京市立忍岡高等女学校と改称。戦後に男女共学になったのち、普通科の教育課程を持つ都立忍岡高等学校と改称した。
もう一つの前身校にあたる旧・都立上野忍岡高等学校は、東京市立忍岡高女内に帝都家政女学校として設立された。その後、東京市立上野忍岡女子商業学校と改称し、戦後は商業と家庭科の2つの課程を併せ持つ都立上野忍岡高等学校と改称。2008年（平成20年）をもって閉校した。
2006年（平成18年）、旧・上野忍岡高校の教育課程も引継ぐ形で、普通科及び生活科学科（家庭に関する学科）を併せ持つ全日制単位制高等学校の新・都立忍岡高等学校として開校した。
当校の由来から芸術教育が盛んであるという特徴を持ち、学校独自の教科として、「日本舞踊」、「バレエ」、「華道」、「和太鼓」、「演劇」などがある。普通科と生活科学科を併置しており、普通科は文系列・理系列・総合系列に分かれ現役大学進学を目指す。生活科学科は食物系や服装系、福祉系などのスペシャリスト育成を目標としており、専門科目を中心に学ぶ（以上当校HPを参照）。

## 沿革
- 1903年 - 私立の日本女子美術学校として島田友春が芝公園内に創設。講師に下中弥三郎、高村光雲、下村観山 など。[1]
- 1906年 - 経営難により、谷中に移転。
- 1907年 - 経営が行き詰まり、島田に代わって実業家の福島甲子三（1858-1940）が経営にあたる。[1]
- 1909年 - 日本女子技芸学校に改称。
- 1911年 - 東京市へ移管され東京市立第一女子技芸学校として認可[2]。
- 1912年 - 東京市立第一実科高等女学校に改称。
- 1929年 - 東京市立忍岡高等女学校に改称。
- 1943年 - 東京都立忍岡高等女学校に改称。
- 1948年 - 東京都立忍岡新制高等学校に改称。
- 1949年 - 男女共学化。
- 1950年 - 東京都立忍岡高等学校に改称。
- 2003年 - 一時台東区から墨田区鐘ヶ淵（旧墨田川高校堤校舎）へ移転。
- 2006年 - 上野忍岡高校と統合、再度台東区へ移転。

## 交通
- 浅草橋駅より徒歩10分
- 秋葉原駅より徒歩15分
- 末広町駅より徒歩15分
- 新御徒町駅より徒歩15分
- 岩本町駅より徒歩20分

## 校地の由来
1940年から存続する現在の校地は、六義園・小石川後楽園などと並んで「江戸時代に造営された代表的な大名庭園のひとつ」と謳われ、明治時代から大正時代にかけて多くの人々から親しまれた蓬莱園の跡地にある。蓬莱園は、肥前平戸藩松浦家上屋敷内にあった名園で、小堀遠州が造園した。関東大震災で甚大な被害を受けて荒廃し、その後かつての趣を取り戻すことはなかった。今でも校内には、旧蓬莱園の一部として「望潮の入江」付近が残存する。

## 学校行事
- 忍祭（しのぶさい）
- 球技大会
- 体育祭

## 部活動

### 運動部
- 剣道部
- 硬式テニス部
- バレーボール部
- バスケットボール部
- 陸上部
- バドミントン部
- ダンス部
- フットサル部

### 文化部
- 文芸部
- 演劇部
- 茶道部
- 吹奏楽部
- ファッション部
- 箏曲部
- 軽音楽部
- 写真部
- パソコン部
- クッキング部
- 漫画研究部
- 美術部
- 英語部
- 物理研究部
- 百人一首部
- マインドスポーツ部
- ガーデニング部
- 放送部
- 弓道部

## 著名な卒業生
- 深町眞理子（翻訳家）
- 山本春樹（外交官、文筆家）
- 愛染恭子（タレント）
- 望月優子（女優、元参議院議員 / 中退）
- 伊藤幸子（女優）
- 藤沢嵐子（歌手）
- 山辺有紀（女優）
- 金子哲（元男優）
- 藍野美穂（元ガールズケイリン選手）
- おたけ（ジャングルポケット）